# Willy van der Kuijlen
Wilhelmus Martinus Leonardus Johannes van der Kuylen (Helmond, 6 de diciembre de 1946-Ibidem, 19 de abril de 2021) fue un futbolista neerlandés de los años 1970. Reconocido mediocampista y delantero del PSV Eindhoven, es el máximo goleador en la historia de la Eredivisie, al anotar 311 goles en 544 partidos, y para la IFFHS uno de los diez mediocampistas más goleadores del siglo XX en torneos de Primera División.

## Carrera deportiva
Debutó profesionalmente a los dieciocho años con el PSV Eindhoven en 1964. Allí pronto se convertiría en un referente del club y gran figura, conquistando los campeonatos de 1975, 1976 y 1978 y la Copa de los Países Bajos en el 1974 y 1976. Fue también el máximo goleador de liga en las temporadas 1969-70 y 1973-74.

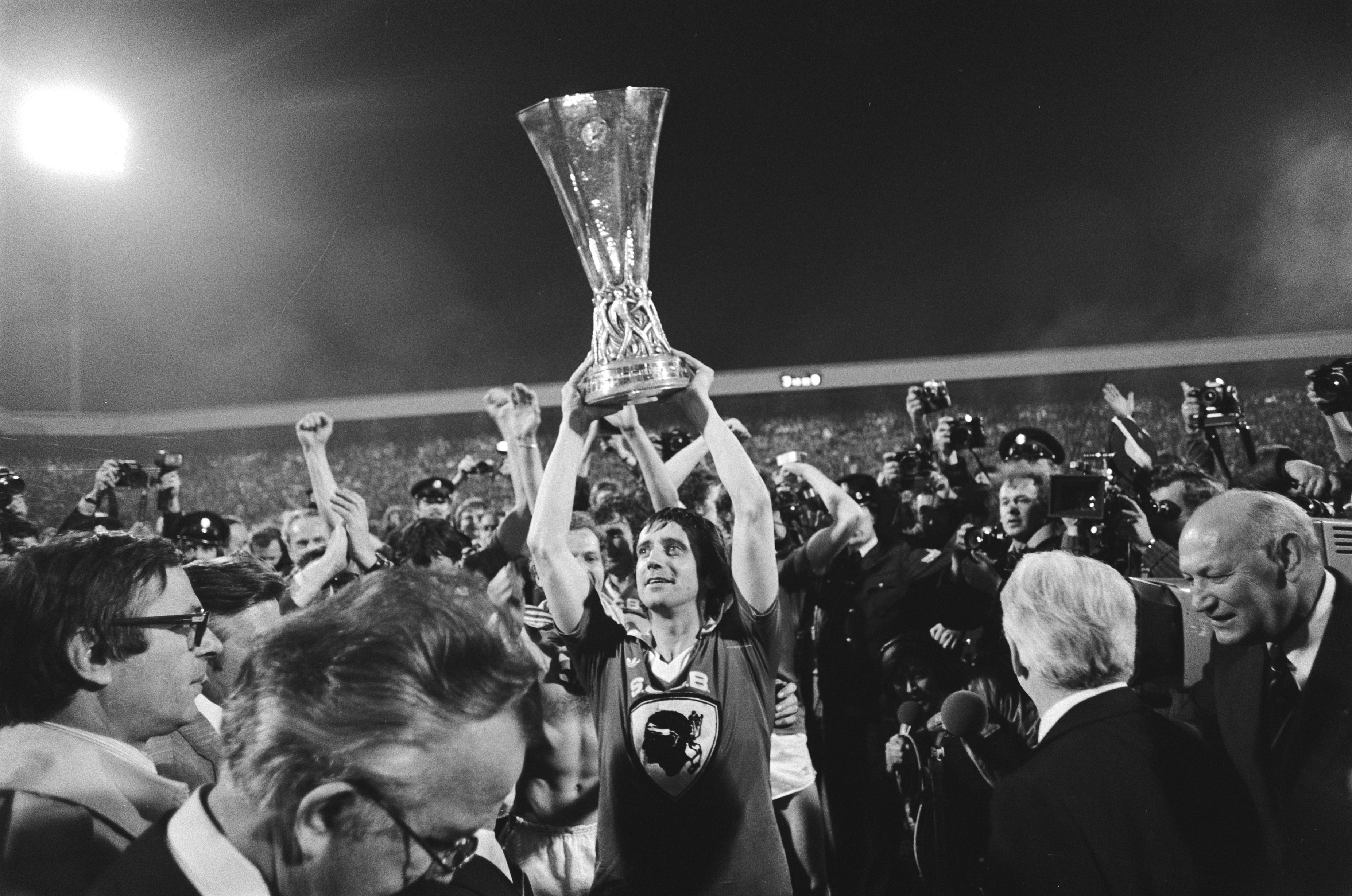
Van der Kuylen con el trofeo de la Copa de la UEFA, tras derrotar en la final al Bastia de Francia

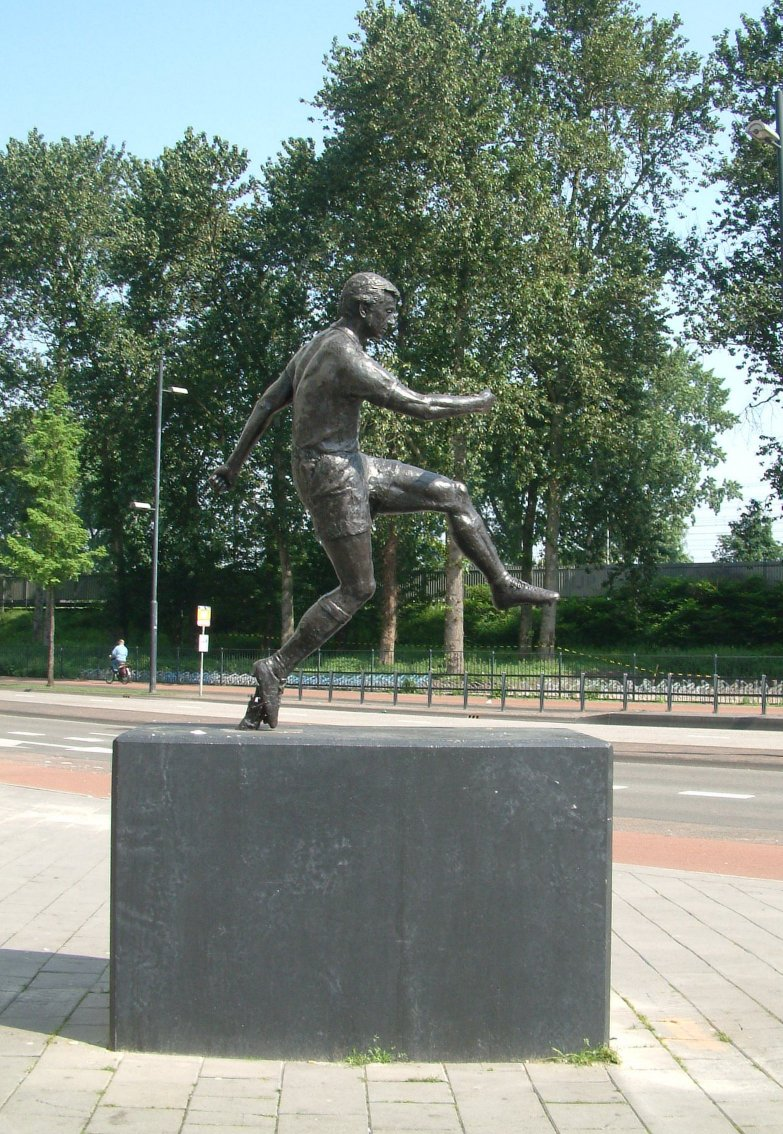
Estatua suya inaugurada en 2004 en las afueras del Philips Stadion

A nivel internacional participó en todas las competenciones europeas de clubes, anotando 29 goles en 58 partidos. Entre varias participaciones remarcables, se denota la conquista de la Copa de la UEFA en 1978.
Sostiene el honor de ser el futbolista con más partidos jugados y más goles convertidos en la historia del PSV. Tras su paso como futbolista, también fue entrenador de inferiores y delanteros y fungió como scout y representante del club.

### Selección nacional
Jugó en la selección de fútbol de los Países Bajos veintidós partidos y anotó siete goles. Debutó un 23 de marzo de 1966 en una derrota 4-2 ante Alemania.
Su participación con la Oranje no llegó más allá de disputar amistosos y clasificatorias para la Copa del Mundo y Eurocopa, debido a la no clasificación de esta a los mundiales de 1966 y 1970, y su no convocatoria a la Copa del Mundo de 1974, en donde su selección quedaría finalista, y a la Eurocopa de 1976, donde finalizaría en tercer lugar.

## Trayectoria

### En Primera División
| Equipo         | Temporadas | Partidos | Goles | Promedio |
| -------------- | ---------- | -------- | ----- | -------- |
| PSV Eindhoven  | 1964-1981  | 528      | 308   | 0.58     |
| MVV Maastricht | 1981-1982  | 17       | 3     | 0.18     |
| Total          | 1964-1982  | 545      | 311   | 0.57     |

### En copas internacionales
| 1969/70 | PSV Eindhoven | Países Bajos | Recopa de Europa            | 4  | 2 |  |       |  |  |    |    |
| 1970/71 | PSV Eindhoven | Países Bajos | Recopa de Europa            | 8  | 1 |  |       |  |  |    |    |
| 1971/72 | PSV Eindhoven | Países Bajos | Copa de la UEFA             | 4  | 0 |  |       |  |  |    |    |
| 1974/75 | PSV Eindhoven | Países Bajos | Recopa de Europa            | 8  | 8 |  |       |  |  |    |    |
| 1975/76 | PSV Eindhoven | Países Bajos | Copa de Campeones de Europa | 8  | 4 |  |       |  |  |    |    |
| 1976/77 | PSV Eindhoven | Países Bajos | Copa de Campeones de Europa | 4  | 2 |  |       |  |  |    |    |
| 1977/78 | PSV Eindhoven | Países Bajos | Copa de la UEFA             | 11 | 5 |  |       |  |  |    |    |
| 1978/79 | PSV Eindhoven | Países Bajos | Copa de Campeones de Europa | 3  | 4 |  |       |  |  |    |    |
| 1979/80 | PSV Eindhoven | Países Bajos | Copa de la UEFA             | 4  | 0 |  |       |  |  |    |    |
| 1980/81 | PSV Eindhoven | Países Bajos | Copa de la UEFA             | 4  | 3 |  | Total |  |  | 58 | 29 |

### Resumen estadístico
|                       | Partidos | Goles | Promedio |
| --------------------- | -------- | ----- | -------- |
| Eredivisie            | 545      | 311   | 0.57     |
| Copas internacionales | 58       | 29    | 0.50     |
| Selección neerlandesa | 22       | 7     | 0.20     |
| Total                 | 625      | 347   | 0.55     |